# Felix Mutati
Felix Mutati (ur. 29 stycznia 1959) – zambijski polityk, minister handlu i przemysłu od 30 października 2006.

## Życiorys
Felix Mutati studiował na University of Zambia. Uzyskał wówczas od Zambia Industrial and Mining Corporation (ZIMCO), stypendium naukowe w Association of Chartered Certified Accountants w Wielkiej Brytanii. Po powrocie do kraju został dyrektorem finansowym National Hotels Developement Corporation, a następnie dyrektorem finansowym w firmie ZESCO, zajmującej się usługami komunalnymi. 
W 2001 Felix Mutati dostał się do Zgromadzenia Narodowego Zambii z okręgu Mporokoso. W 2006 uzyskał reelekcję. Od 6 października 2005 do października 2006 zajmował stanowisko wiceministra finansów. 30 października 2006 objął funkcję ministra handlu i przemysłu w gabinecie prezydenta Leviego Mwanawasy.